# Kristus Konungens katolska kyrka, Göteborg
Kristus Konungens katolska kyrka är en romersk-katolsk kyrkobyggnad belägen vid Heden i Göteborg. Den tillhör Kristus Konungens katolska församling och Stockholms katolska stift.

## Historia
Församlingen grundades 1862 och är därmed den äldsta katolska församlingen i Göteborg. 1865 invigdes S:t Josefs kyrka vid Spannmålsgatan 18 i Östra Nordstaden. 1928 köpte församlingen mark för att kunna uppföra en ny kyrkobyggnad i takt med att antalet församlingsmedlemmar ökade. 
Den 31 oktober 1937 lades grundstenen till kyrkan. 25 september 1938 firades den sista högmässan i Sankt Josefs kyrka och den 2 oktober 1938 firades den första högmässan i Kristus Konungen.
Den 7 september 1951 färdigställdes mosaiken i kyrkans korabsid, framställande Kristus som konung. Den bekostades av påve Pius XII. Den 20–21 oktober 1951 genomfördes en högtidlig invigning av kyrkan, vilket var den första katolska kyrkoinvigningen i Sverige sedan reformationen.
1962 byggdes och invigdes Drottning Astrids skola som är en skolbyggnad intill kyrkobyggnaden.
I kyrkans torn hänger tre kyrkklockor.

### Ombyggnationer efter Andra Vatikankonciliet
Efter Andra Vatikankonciliet (1962–1965) genomfördes omändringar i kyrkans kor. Altaret flyttas närmre församlingen och kommunionbänken flyttas närmre koret. Från och med 1965 firades mässan på svenska och versus populum i Kristus Konungen. 

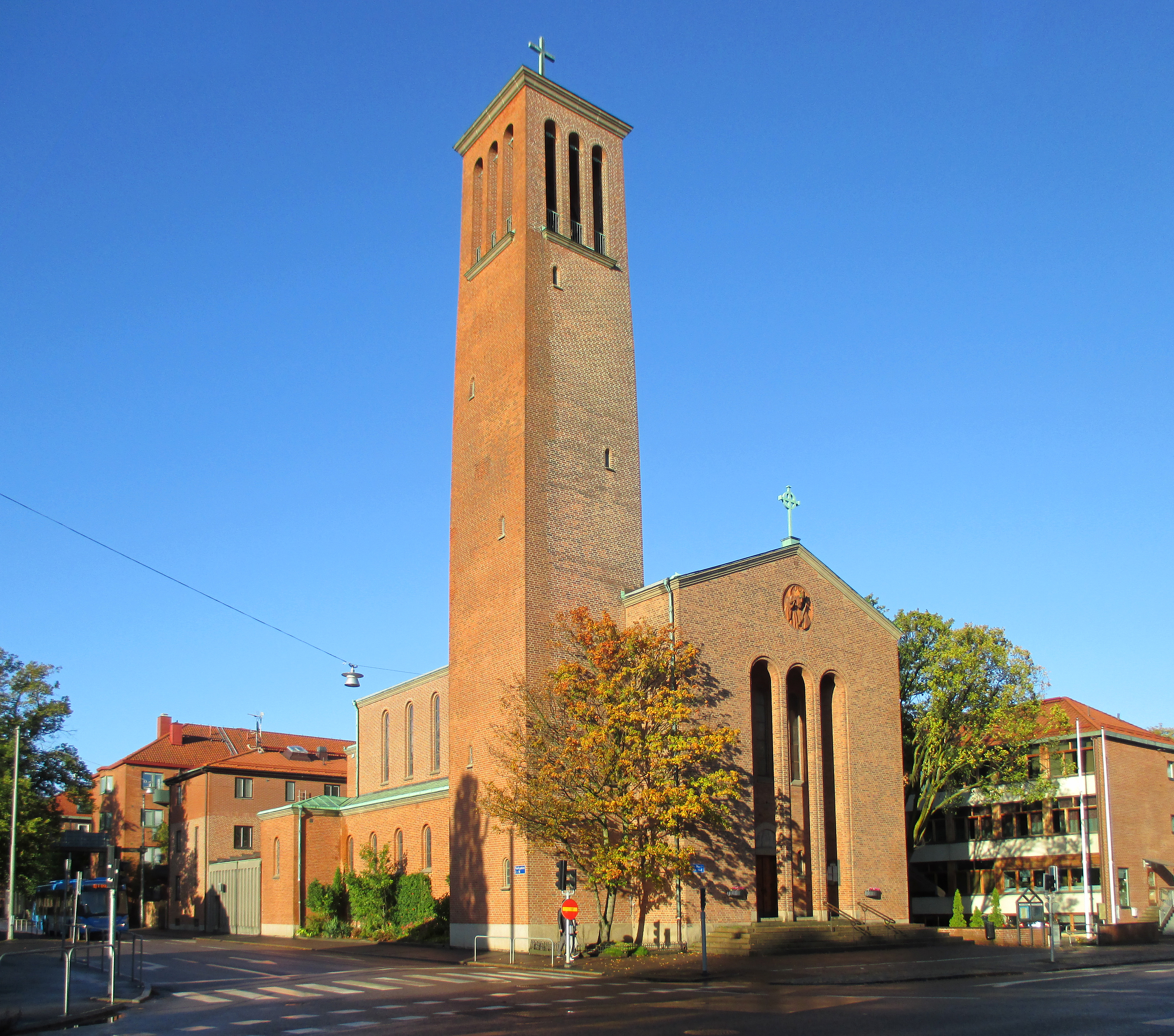

## Interiör
Sedan kanoniseringen av heliga Elisabeth Hesselblad finns en staty av henne inne i kyrkorummet som beställdes från Ferdinand Stuflesser i Italien.
Orgeln byggdes 1907 av firman J.W Walker & Sons Ltd.

### Mosaiken och kalkmålningarna
Mosaiken på absiden som är Nordens största och beskostad av påve Pius XII, omges av kalkmålningar av professor Gebhard Utinger. Utingers kalkmålningar på valvbågen blev övermålade 1962, men 2023 beslutade församlingen att ta fram målningarna. Restaureringen blev färdig i oktober 2024.